# Grodhaj
Grodhaj (Somniosus longus) är en hajart som först beskrevs av S. Tanaka (I) 1912.  Somniosus longus ingår i släktet håkäringar, och familjen håkäringhajar. Inga underarter finns listade i Catalogue of Life.
Denna haj är känd från fynd från Japan och Nya Zeeland. De hittades i havet på ett djup av 120 till 1200 meter. Honor lägger antagligen inga ägg utan föder levande ungar. De minsta kända ungarna var 25 cm långa. Hannar blir könsmogna när de är cirka 70 cm långa. Honor behöver vara 80 till 130 cm långa. De största exemplaren antas vara 150 cm långa.
Grodhaj hamnar sällan som bifångst i fiskenät. Populationens storlek är okänd. IUCN kategoriserar arten globalt som otillräckligt studerad.